# Oorlogsmonument Zoetermeer
Het Oorlogsmonument in de Zuid-Hollandse plaats Zoetermeer is een monument ter nagedachtenis aan de Tweede Wereldoorlog.

## Achtergrond
Kort na de oorlog werd het initiatief genomen om een blijvende herinnering aan de oorlogsslachtoffers op te richten. Gedacht werd aan een herdenkingspark en prof. Jan Bijhouwer maakte met tuinarchitect J.H.R. van Koolwijk daarvoor een ontwerp. Met inzet van werklozen werd een park ingericht, dat de naam Wilhelminapark kreeg. Bijlhouwer ontwierp ook het oorlogsmonument, een gedenkmuur, waarvoor beeldhouwer Geurt Brinkgreve reliëfs met oudtestamentische voorstellingen maakte. De inscriptie werd verzorgd door steenhouwerij G. Keuzenkamp en de schilder J.H. van Koolwijk vergulde de letters. De gedenkmuur werd op 27 juni 1951 onthuld.
Jaarlijks vindt bij het monument op 4 mei de herdenking plaats van slachtoffers van de Tweede Wereldoorlog.

## Beschrijving
Het monument is een uit blokken van Frans kalksteen opgebouwde gedenkmuur met aan weerszijden reliëfs met voorstellingen uit het Oude Testament. Het linker reliëf verwijst naar de slavernij van de Israëlieten in Egypte, het rechter naar het moment dat de profeet Samuel na een overwinning op de Filistijnen de gedenksteen Eben-Haëzer op laat richten.
Op de muur is een opschrift aangebracht, in het midden de jaartallen 1940-1945 en links en rechts respectievelijk:

WANNEER UW KINDEREN MORGEN VRAGEN ZULLEN: WAT BETEKENEN DEZE STENEN? JOZUA 4.6.

 en

OPDAT ALLE VOLKEN DER AARDE DE HAND DES HEREN KENNEN ZOUDEN. DAT ZIJ STERK IS. JOZUA 4.24.

## Afbeeldingen

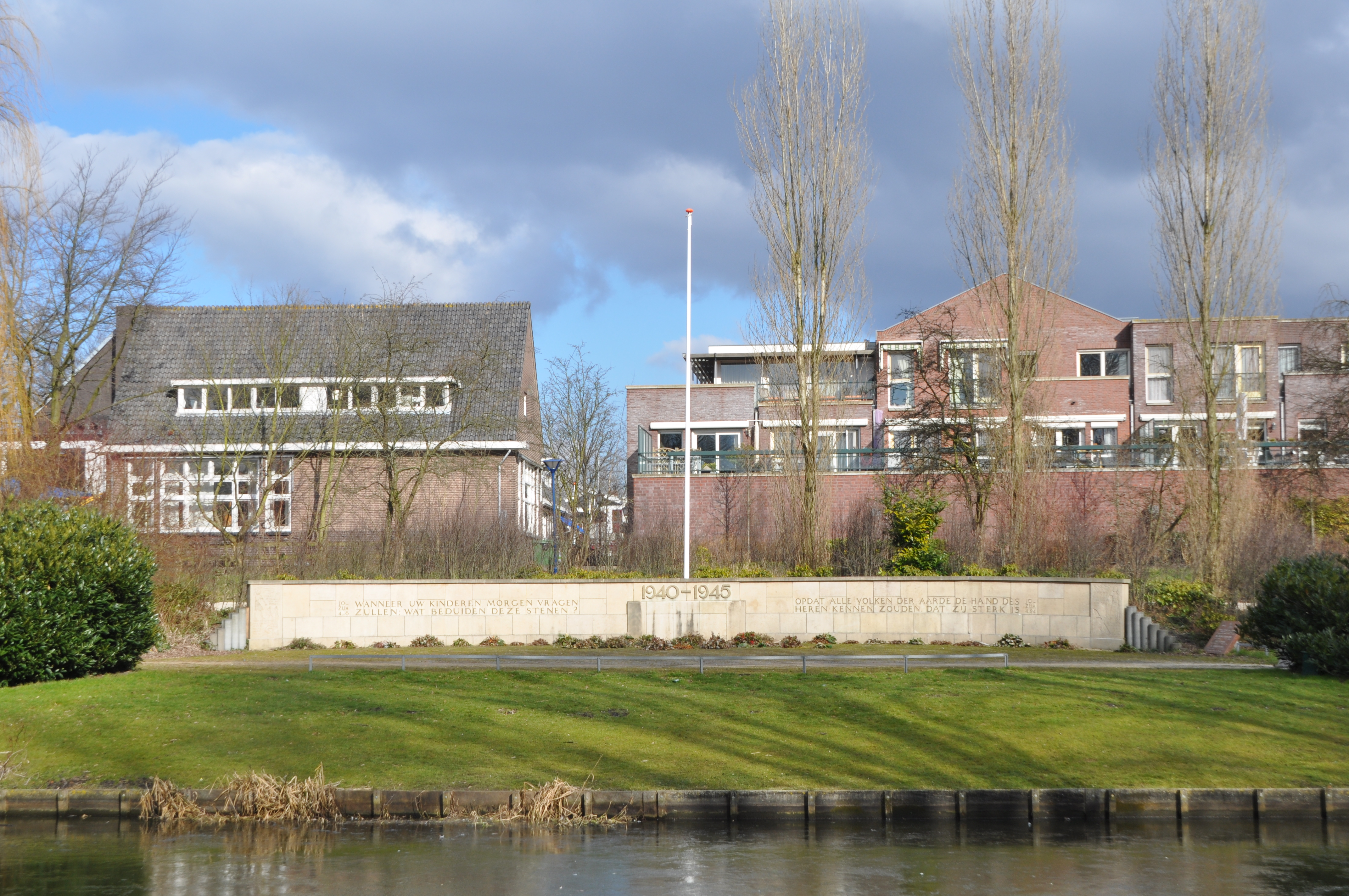
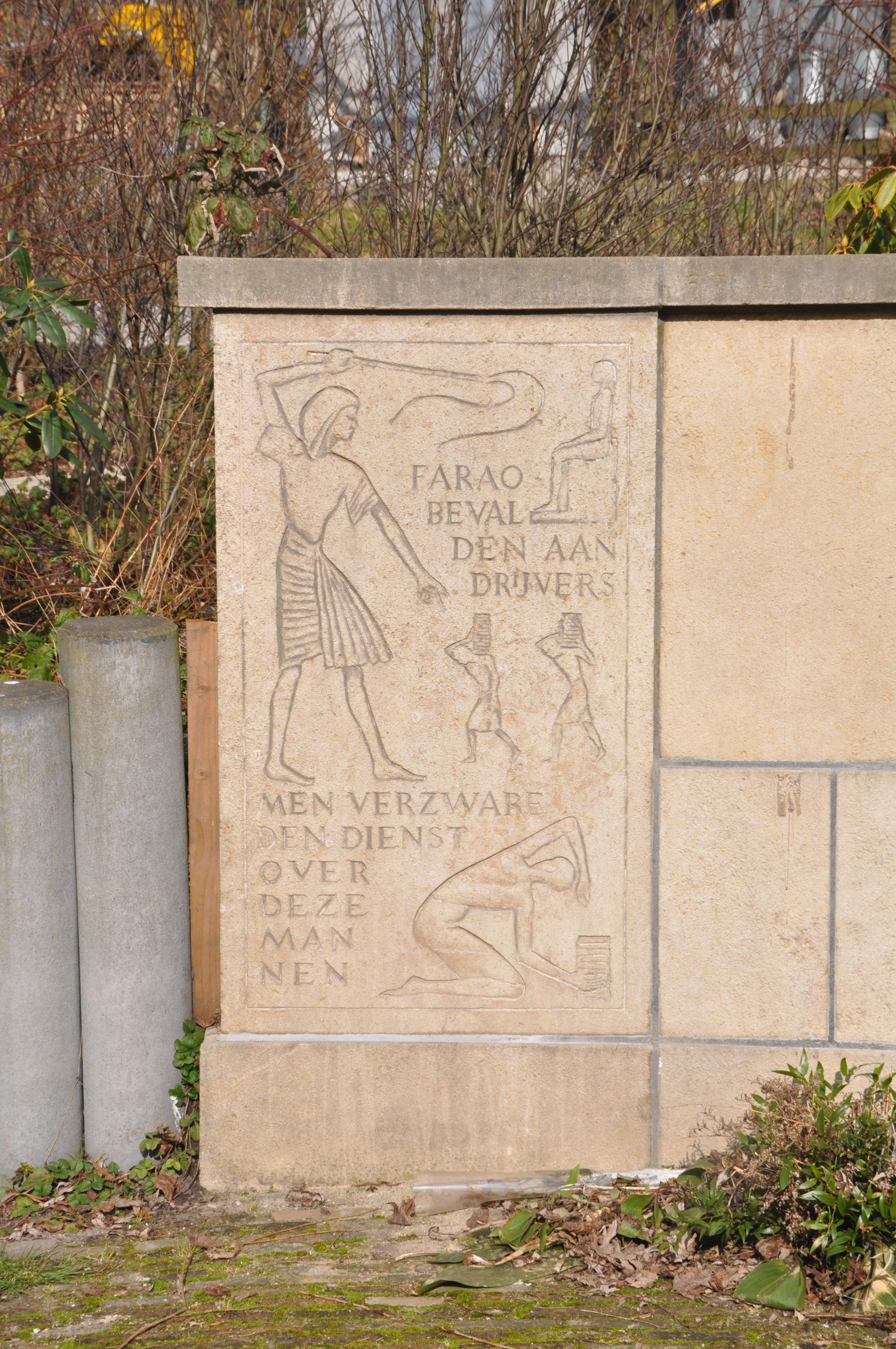
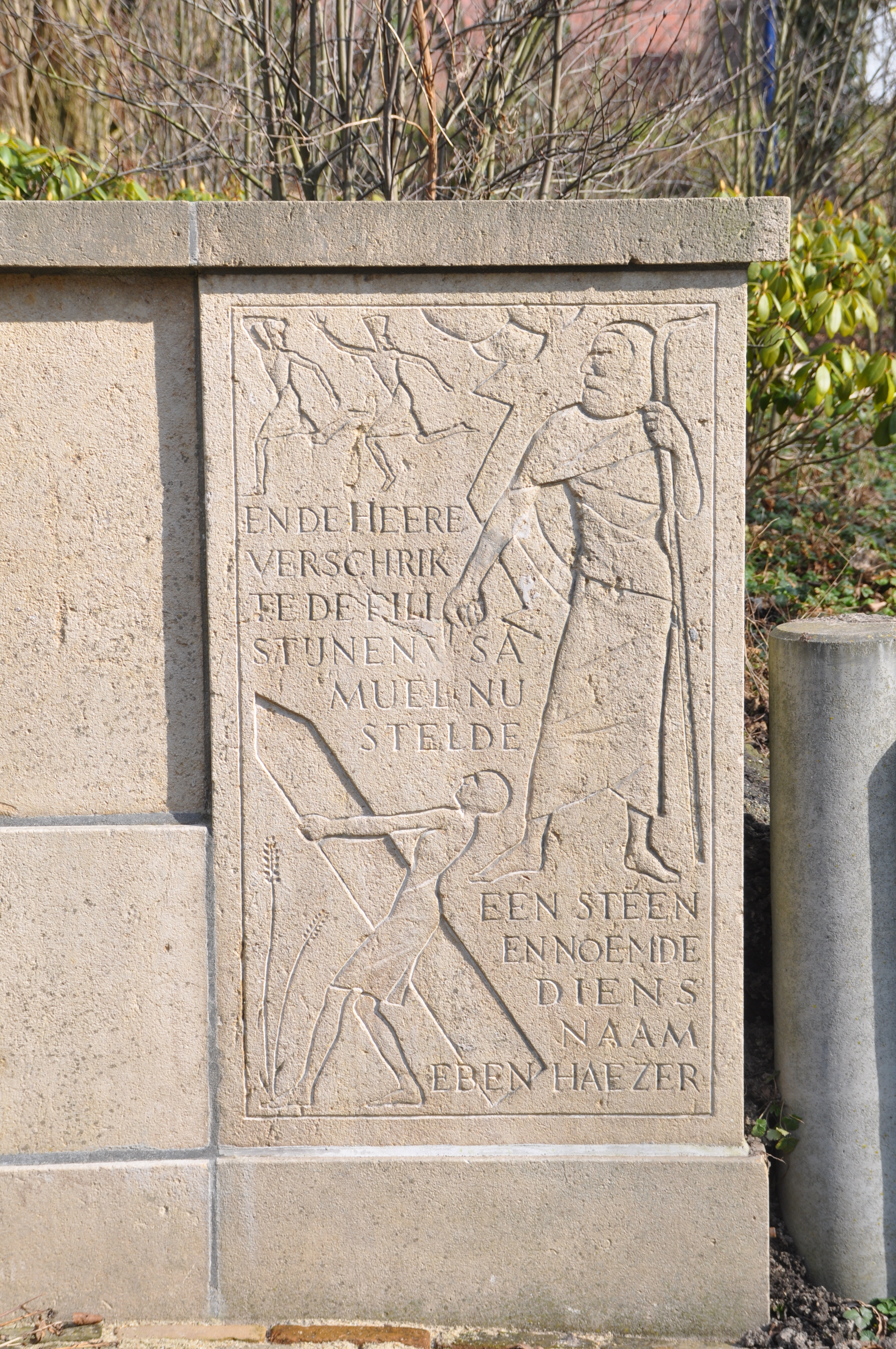